# کول‌تپه مشتقین
کول تپه مشتقین مربوط به سده‌های اولیه دوران‌های تاریخی پس از اسلام است و در شهرستان نیر، بخش کورائیم، دهستان یورتچی غربی، روستای مشتقین واقع شده و این اثر در تاریخ ۲۷ بهمن ۱۳۸۷ با شمارهٔ ثبت ۲۴۵۴۷ به‌عنوان یکی از آثار ملی ایران به ثبت رسیده است.